# Eli and the Thirteenth Confession
Az 1968-as Eli and the Thirteenth Confession Laura Nyro nagylemeze. Szerepel az 1001 lemez, amit hallanod kell, mielőtt meghalsz című könyvben. 2020-ban Minden idők 500 legjobb albuma listán 463. helyen szerepelt.

## Történet
Néhány dalt az albumról Nyro már bemutatta az 1967-es Monterey Pop Festival-on. A Luckie című dalt egy korábbi felvételből írta, melyet a Verve Records számára vett fel. Mielőtt leszerződött volna a Columbia Records-hoz, a Verve ki akarta adni az albumot Soul Picnic címmel.
Az album végül 1968-ban jelent meg, és az év egyik legnagyobb underground sikere lett. Minden dalt Nyro szerzett és Charlie Calello hangszerelt. Az album dalai szenvedéllyről, szerelemről, románcról, halálról és drogokról szólnak. Nyro egyik legkedveltebb albumának tartják, bár nem ért el nagy kereskedelmi sikereket. Ez a lemeze került fel először a Billboard 200 listára (189. hely).
Az album felújított felvételekkel és bónuszdalokkal 2002-ben jelent meg újból a Columbia Records gondozásában.

## Az album dalai
|     | Cím                                  | Szerző(k)  | Hossz |
| --- | ------------------------------------ | ---------- | ----- |
| 1.  | Luckie                               | Laura Nyro | 3:00  |
| 2.  | Lu                                   | Laura Nyro | 2:44  |
| 3.  | Sweet Blindness                      | Laura Nyro | 2:37  |
| 4.  | Poverty Train                        | Laura Nyro | 4:16  |
| 5.  | Lonely Women                         | Laura Nyro | 3:32  |
| 6.  | Eli's Comin'                         | Laura Nyro | 3:58  |
| 7.  | Timer                                | Laura Nyro | 3:22  |
| 8.  | Stoned Soul Picnic                   | Laura Nyro | 3:47  |
| 9.  | Emmie                                | Laura Nyro | 4:20  |
| 10. | Woman's Blues                        | Laura Nyro | 3:46  |
| 11. | Once It Was Alright Now (Farmer Joe) | Laura Nyro | 2:58  |
| 12. | December's Boudoir                   | Laura Nyro | 5:05  |
| 13. | The Confession                       | Laura Nyro | 2:50  |

## Közreműködők
- Laura Nyro – zongora, ének
- Ralph Casale és Chet Amsterdam – akusztikus gitár
- Hugh McCracken – elektromos gitár
- Chuck Rainey és Chet Amsterdam – basszusgitár
- Artie Schroeck – dobok, vibrafon
- Buddy Saltzman – dobok
- Dave Carey – ütőhangszerek
- Bernie Glow, Pat Calello és Ernie Royal – trombita
- George Young és Zoot Sims – szaxofon
- Wayne Andre, Jimmy Cleveland és Ray DeSio – harsona
- Joe Farrell – szaxofon, fuvola
- Paul Griffin – zongora a Eli's Comin' és Once It Was Alright Now (Farmer Joe) dalokon